# Clinique Sainte-Clotilde
La clinique Sainte-Clotilde est un établissement de santé situé à Saint-Denis, le chef-lieu de l'île de La Réunion. Installée dans le quartier du Moufia, à Sainte-Clotilde, dont elle tire son nom, elle recense annuellement 20 636 entrées et 1 917 accouchements. Elle est gérée par le groupe Clinifutur.